# 武安國
武安國，為歷史小說《三國演義》中的虛構人物。

## 《三國演義》中關於武安國的記載
根據《三國演義》中的描寫，武安國是孔融部下將領，使用鐵錘作為兵器。在各路諸侯起兵討伐董卓時，武安國與董卓軍將領呂布交戰十餘回合被砍斷手腕而逃亡。

## 《三國演義》中相關段落：
上黨太守張楊部將穆順，出馬挺鎗迎戰，被呂布手起一戟，刺於馬下。眾大驚。北海太守孔融部將武安國，使鐵錘飛馬而出。呂布揮戟拍馬來迎。戰到十餘合，一戟砍斷安國手腕，棄錘於地而走。八路軍兵齊出，救了武安國。呂布退回去了。